# Хаос у Кремнієвій долині. Стартапи, що зламали систему
Хаос у Кремнієвій долині. Стартапи, що зламали систему (англ. Chaos Monkeys: Obscene Fortune and Random Failure in Silicon Valley) — дебютна книга американського автора і ІТ-спеціаліста, Антоніо Гарсіа Мартінес, вперше була опублікована видавництвом «HarperCollins» 28 травня 2016 року. Українською мовою її було перекладено та видано у 2018 році видавництвом «Наш формат» (перекладач — Анна Марховська).

## Огляд книги
Які цінності сьогодні використовують та розповсюджують привілейовані технологічні компанії? Про це можна судити тільки на підставі внутрішньої, інсайдерської інформації. Антоніо Гарсіа Мартінес, засновник і колишній працівник Facebook, стверджує, що він написав «Chaos Monkeys», щоб записати історію Кремнієвої долини, але це не традиційний літопис історії. Книга, по суті, є автобіографією Мартінеса, ретроспективний огляд від першої особи його подорожі від Уолл-стріт та Goldman Sachs до Кремнієвої долини та Facebook, який пропонує важливий погляд на концепцію цивілізації Кремнієвої долиниKleeman, Sophie. The Juiciest Parts of The New Facebook Tell-All Book. Gizmodo. Процитовано 23.11.2018..
З англійської мови назва книги перекладається як «Мавпячий хаос: непристойна вдача та випадкова невдача у Кремнієвій долині».
Термін «chaos monkeys» походить від назви випадкового коду, який розробники програмного забезпечення іноді використовують в своїх продуктах під час тестування, намагаючись їх зламати. Це назва програмного забезпечення, створеного Netflix для перевірки на випадкові помилки сервера, шляхом відключення різних процесів і навіть машин, щоб побачити, як продукт або вебсайт реагують на різних рівнях примусу. Мартінес описує технологічних підприємців як мавп хаосу суспільства. Метафора є першим ключем до того, що його судження про бізнес у технологічній галузі складне. Він застосовує його до назви своєї книги, щоб представляти випадковий хаос, який, на його думку, управляє Кремнієвою долиною.
Книга починається із зустрічі у штаб-квартирі Facebook напередодні первинного публічного розміщення компанії, на якій були присутні й Шеріл Сендберг, і Марк Цукерберг. Зростання доходів від Facebook було слабким, і учасники, до яких увійшли Мартінес, організували мозковий штурм, щоб знайти рішення для підвищення прибутків від реклами. Це питання — як генерувати більше доходів від реклами в Інтернеті — центральна тема кар'єри Мартінес, і в книзі пропонуються численні пояснювальні асоціації з таких питань, як переміщення реклами, коефіцієнт натискання та завантаження даних.
Перед тим, як працювати в інтернет-рекламі, Мартінес був кандидатом на кафедрі фізики в Каліфорнійському університеті в Берклі (у книзі він вихваляється, що опинився в нижній третині свого класу, і ця, мабуть, привілейована невідповідність була оцінена технічною індустрією). Математичні навички дозволили йому зайняти посаду аналітика з вивчення ціноутворення у Goldman Sachs. На цій посаді Мартінес несе відповідальність за моделювання та ціноутворення корпоративних кредитних деривативів.
Антоніо Ґарсіа Мартінес опинився у Кремнієвій долині з причини, яку він описує як «примха». Він подав заявку в Adchemy на посаду науково-дослідного вченого з технічного запуску, і поїхав на захід після найму.
Серцем книги є період, проведений Мартінесом під час його стартапу, який повинен був дозволити малим підприємствам ефективно рекламувати в Google. Це був сприятливий момент. У той час як інша частина світу щосили намагалася оговтатися від рецесії, офісні парки долини були сповнені агресивних молодих людей, які заробляли великі гроші як перші співробітники Google. Всі боялися пропустити наступний Facebook або, згодом, наступний Airbnb або Uber. Цим побоюванням користувалися розумні підприємці.
Як зазвичай, у практиці Кремнієвої долини, Мартінес і двоє його колег вирішили, що зможуть побудувати кращі технології та залишили Adchemy у 2010 році, щоб створити свою власну компанію AdGrok. Їх стартап, який розробляв та створював інструменти онлайн-купівлі реклами для малого бізнесу, був прийнятий у програму Пола Грема «Y Combinator», ексклюзивний бізнес-інкубатор, створений людиною, шанованою більшістю людей у спільноті для початківців. Мартінес детально розповідає про повсякденні справи Y Combinator.
У кінцевому підсумку, Twitter і Facebook розглядали можливість придбання AdGrok, а Мартінес вийшов на Facebook, де, як менеджер з виробництва, він намагався впливати на стратегію компанії щодо продажу реклами. Книга охоплює кожен період його кар'єри детально, пропонуючи розуміння ділової практики, такі як нюанси венчурного капіталу, фіктивний фінансовий та технічний жаргон, а також корпоративні культури.
Зрештою, однак, успіх Антоніо Ґарсіа Мартінеса як підприємця був тільки середнім. «Такий змащений полюс слави і сили Кремнієвої долини: будь-хто може спробувати піднятися, але ніщо не зупинить ваше падіння», — пише він. — Перший приз від Кремнієвої долини — це достатньо грошей, тому вашій родині і нащадкам ніколи не доведеться працювати знову, поки сонце не охолоне. Другий приз — ціла купа грошей. Третій приз — ви звільнені, що теж досить мило". Через три роки після того, як його звільнили з Facebook, Ґарсіа Мартінес живе на 40-футовій яхті в затоці Сан-Франциско.

## Переклади українською
- Антоніо Гарсіа Мартінес. Хаос у Кремнієвій долині. Стартапи, що зламали систему / пер. Анна Марховська. — К.: Наш Формат, 2018. — 528 с. — ISBN 978-617-7552-51-1.